# Schronisko „Czartak”
Czartak – dawne schronisko turystyczne położone w Rudawach Janowickich w miejscowości Czarnów.

## Historia
Budynek powstał ok. 1920 jako szkoła. Wzniesiono go na kamiennej podmurówce. Ma dwie kondygnacje i mieszkalne poddasze. Nakryty jest dwuspadowym dachem. Szkołę zamknięto w 1970. Następnie oddział PTTK z Kamiennej Góry  wyremontował obiekt w latach 1970-1972 i uruchomił w nim schronisko, które w 1995 przeszło w ręce prywatne. W jadalni znajdowała się tablica ku czci Walerego Eljasza-Radzikowskiego ufundowana w 1987 przez Komisję Turystyki Górskiej PTTK, która upamiętniała 100-lecie znakowania szlaków turystycznych w Polsce. Na ścianie zewnętrznej umieszczono w 1995 metalową plakietkę z okazji 25-lecia Klubu Turystyki Górskiej Grań z Poznania. 
Po 1995 r. w dawnym schronisku uruchomiono gospodarstwo agroturystyczne.

## Piesze szlaki turystyczne
W pobliżu obiektu znajduje się węzeł szlaków turystycznych:
- Europejski szlak E3 na odcinku: Pisarzowice - Przełęcz pod Wilkowyją - Rozdroże pod Bobrzakiem - Czarnów - Czartak - Skalnik - Przełęcz Rudawska
- Punkt widokowy Na Ostrej Małej - Czartak - Rędziny
- Czartak - Przełęcz Rudawska - Strużnica